# François Hotman
François Hotman (23. srpna 1524 Paříž – 12. února 1590 Basilej) byl francouzský spisovatel a advokát.

## Život
Jeho rodina byla slezského původu. Otec byl horlivý katolík, François byl ve věku patnácti let poslán na universitu do Orleans. Získal doktorát a za tři roky se stal obhájcem v Paříži. Ve 23 letech přestoupil k reformované církvi a odešel do Lyonu (později se hojně stěhoval). Kromě toho, že byl právníkem byl i znalcem literatury, což mu umožnilo učitelskou činnost na školách v Lausanne, Štrasburku, Valence a Bourges.
Po Bartolomějské noci, kdy nastalo krvavé pronásledování reformovaných (hugenotů) po celé Francii se mu podařilo uprchnout do Švýcarska. Na přímluvu Kalvína byl jmenován profesorem v Ženevě.
 Měl četné styky s českými studenty, kteří v duchovně spřízněné cizině hledali vzdělání. Nic na tom nezměnilo přestěhování do Basileje. Hotman přednášel svou kritiku římského práva a rozvíjel kalvinistickou státovědu. Bezpochyby tak přispěl ke změně politického myšlení šlechticů a měšťanů českého království, pozdějších hlavních účastníků českého stavovského povstání 1618.
Hotman byl muž ryzího charakteru, skutečné zbožnosti (jak ukazuje jeho Consolatio) a vřelého srdce. Jeho neustálé stěhování bylo inspirováno nikoliv strachem o sebe, ale péči o svou rodinu a touhou po míru.

## Dílo
Jeho práce byly velmi početné, počínaje jeho De gradibus cognationis (1546), a to včetně pojednání o eucharistii (1566); pojednání (Anti-Tribonien, 1567). Četná jsou jeho právnická, historická a politická díla.
Jeho nejvýznamnější práce je Franco-Gallia (1573). Ta předložila ideální protestantské státnictví, hovořící ve prospěch vlády a volitelné monarchie. Můžeme zde najít specifické rysy kalvinismu – krále lze nejen nastolit, ale i svrhnout.